# Billboardlistans förstaplaceringar 1978
Lista över förstaplaceringar på Billboardlistan 1978

## Lista
| Datum        | Låt                            | Artist                             |
| 7 januari    | How Deep Is Your Love          | Bee Gees                           |
| 14 januari   | Baby Come Back                 | Player                             |
| 21 januari   | Baby Come Back                 | Player                             |
| 28 januari   | Baby Come Back                 | Player                             |
| 4 februari   | Stayin' Alive                  | Bee Gees                           |
| 11 februari  | Stayin' Alive                  | Bee Gees                           |
| 18 februari  | Stayin' Alive                  | Bee Gees                           |
| 25 februari  | Stayin' Alive                  | Bee Gees                           |
| 4 mars       | (Love Is) Thicker Than Water   | Andy Gibb                          |
| 11 mars      | (Love Is) Thicker Than Water   | Andy Gibb                          |
| 18 mars      | Night Fever                    | Bee Gees                           |
| 25 mars      | Night Fever                    | Bee Gees                           |
| 1 april      | Night Fever                    | Bee Gees                           |
| 8 april      | Night Fever                    | Bee Gees                           |
| 15 april     | Night Fever                    | Bee Gees                           |
| 22 april     | Night Fever                    | Bee Gees                           |
| 29 april     | Night Fever                    | Bee Gees                           |
| 6 maj        | Night Fever                    | Bee Gees                           |
| 13 maj       | If I Can't Have You            | Yvonne Elliman                     |
| 20 maj       | With a Little Luck             | Wings                              |
| 27 maj       | With a Little Luck             | Wings                              |
| 3 juni       | Too Much, Too Little, Too Late | Johnny Mathis & Deniece Williams   |
| 10 juni      | You're the One That I Want     | John Travolta & Olivia Newton-John |
| 17 juni      | Shadow Dancing                 | Andy Gibb                          |
| 24 juni      | Shadow Dancing                 | Andy Gibb                          |
| 1 juli       | Shadow Dancing                 | Andy Gibb                          |
| 8 juli       | Shadow Dancing                 | Andy Gibb                          |
| 15 juli      | Shadow Dancing                 | Andy Gibb                          |
| 22 juli      | Shadow Dancing                 | Andy Gibb                          |
| 29 juli      | Shadow Dancing                 | Andy Gibb                          |
| 5 augusti    | Miss You                       | The Rolling Stones                 |
| 12 augusti   | Three Times a Lady             | Commodores                         |
| 19 augusti   | Three Times a Lady             | Commodores                         |
| 26 augusti   | Grease                         | Frankie Valli                      |
| 2 september  | Grease                         | Frankie Valli                      |
| 9 september  | Boogie Oogie Oogie             | A Taste of Honey                   |
| 16 september | Boogie Oogie Oogie             | A Taste of Honey                   |
| 23 september | Boogie Oogie Oogie             | A Taste of Honey                   |
| 30 september | Kiss You All Over              | Exile                              |
| 7 oktober    | Kiss You All Over              | Exile                              |
| 14 oktober   | Kiss You All Over              | Exile                              |
| 21 oktober   | Kiss You All Over              | Exile                              |
| 28 oktober   | Hot Child in the City          | Nick Gilder                        |
| 4 november   | You Needed Me                  | Anne Murray                        |
| 11 november  | MacArthur Park                 | Donna Summer                       |
| 18 november  | MacArthur Park                 | Donna Summer                       |
| 25 november  | MacArthur Park                 | Donna Summer                       |
| 2 december   | You Don't Bring Me Flowers     | Barbra Streisand & Neil Diamond    |
| 9 december   | Le Freak                       | Chic                               |
| 16 december  | You Don't Bring Me Flowers     | Barbra Streisand & Neil Diamond    |
| 23 december  | Le Freak                       | Chic                               |
| 30 december  | Le Freak                       | Chic                               |